# Amanda Craig
Amanda Craig (Sudafrica, 1959) è una scrittrice e giornalista britannica.

## Biografia
Craig ha studiato alla Bedales School e si è laureata all'Università di Cambridge. È sposata ed ha due bambini.
Ha pubblicato un ciclo di cinque romanzi che parlano della società britannica di oggi, spesso con toni satirici e netti. Il suo approccio alla scrittura è stato influenzato da - ed è paragonato a - quello di Anthony Trollope, Angela Carter e Charles Dickens.
Nonostante ogni suo romanzo possa essere letto separatamente dagli altri, i cinque testi hanno alcuni protagonisti in comune. Di solito, la Craig fa diventare uno dei personaggi secondari di un racconto il protagonista del romanzo seguente.
Attualmente lavora come critica letteraria per il Times.

## Opere
- Foreign Bodies (1990)
- A Private Place (1991)
- A Vicious Circle (1996)
- In a Dark Wood (2000)
- Love in Idleness (2003)
- The Lie of the Land (2017)